# Лаза
Ла̀за (на италиански: Lasa; на немски: Laas, Лаз) е малко градче и община в Северна Италия, автономна провинция Южен Тирол, автономен регион Трентино-Южен Тирол. Разположено е на 868 m надморска височина. Населението на общината е 3937 души (към 2010 г.).

## Език
Официални общински езици са и италианският и немският. Най-голямата част от населението говори немски. В общината се говори и други романски език, ладинският.
| %     | Роден език      |
| 1,67  | Италиански език |
| 98,09 | Немски език     |
| 0,24  | Ладински език   |